# De Standaard (Amsterdam)

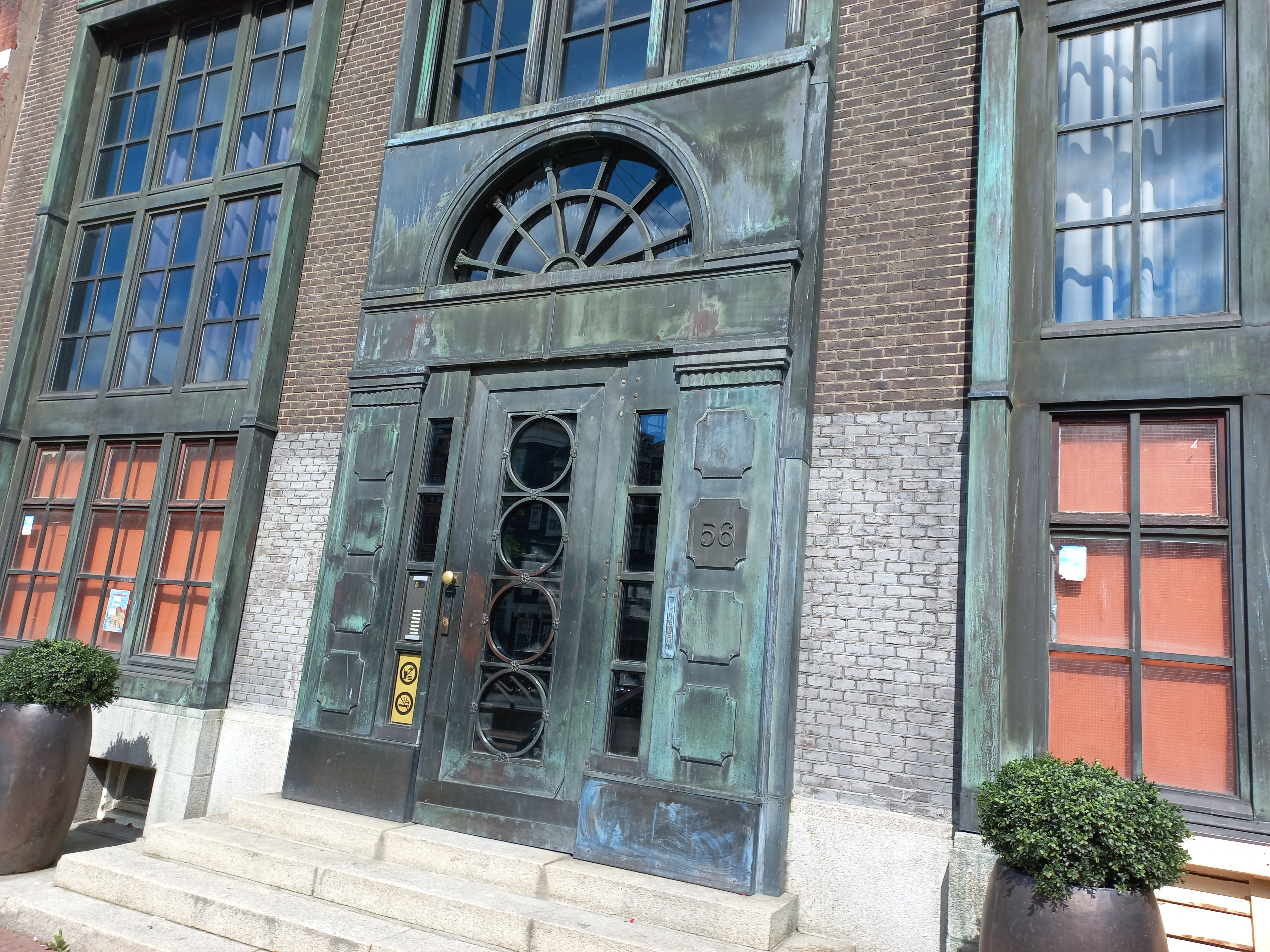
Entree NZ Voorburgwal 56 (juni 2024)

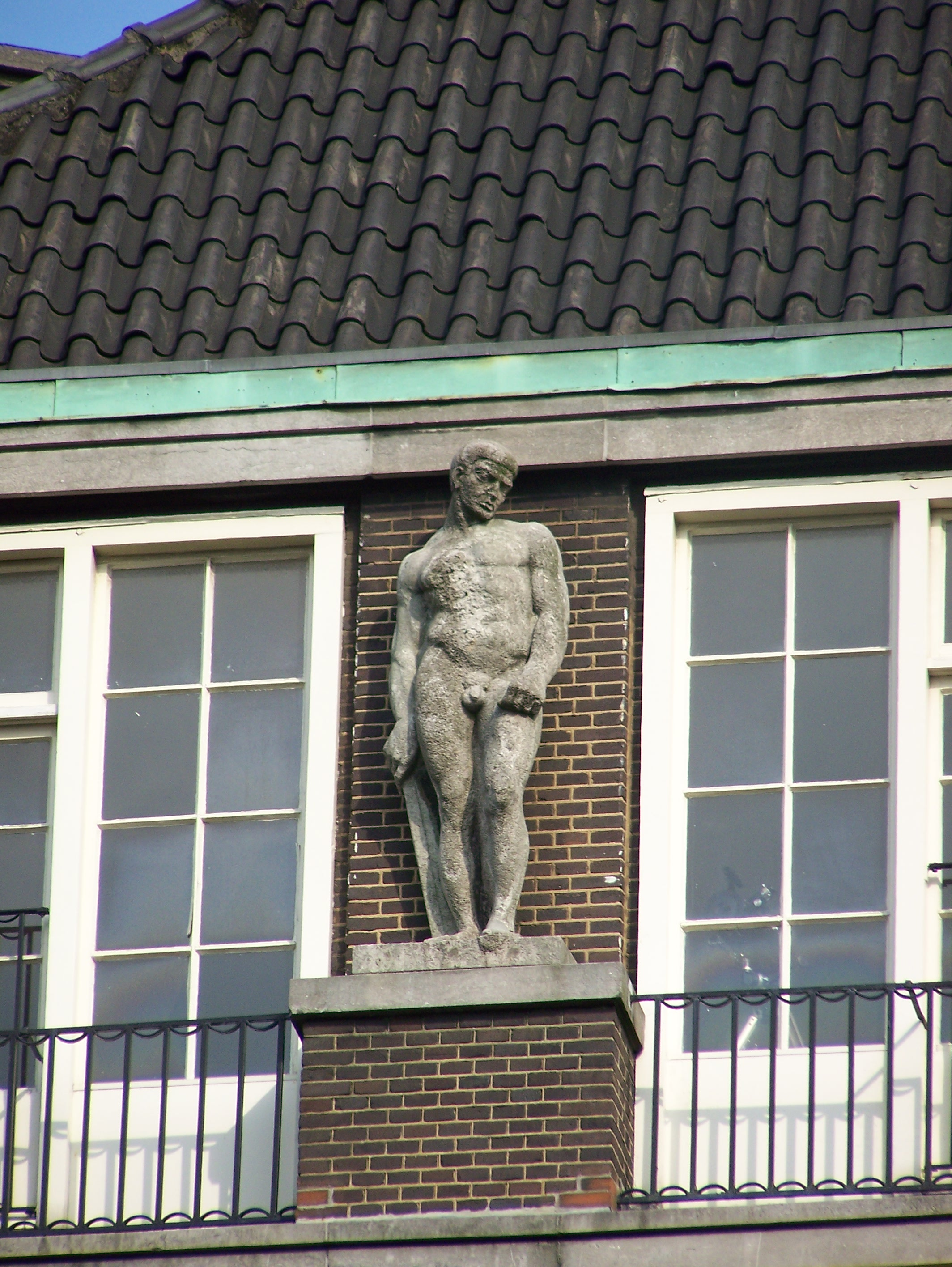
Een van de beelden (juli 2008)

Nieuwezijds Voorburgwal 56 te Amsterdam is een gebouw aan de Nieuwezijds Voorburgwal te Amsterdam-Centrum doorlopend tot aan de achterliggende Spuistraat. Het gebouw heeft als bijnaam De Standaard.

## Geschiedenis
Hier was in de jaren tien van de 20e eeuw gevestigd de "Elberfelder Handels- en exportmaatschappij". Zij wilden  een nieuw gebouw en lieten daarop drie panden (respectievelijk 58-60 en Spuistraat 31) slopen. De aanbesteding vond op 17 januari 1912 plaats. Die aanbesteding vond plaats onder gezag van architect Jac. Duncker plaats.  Binnen enkele maanden volgde de aanbesteding voor fundament, ook daar was Duncker bij betrokken.  In juli volgde de aanbesteding van de bovenbouw (kantoren en magazijnen.  In 1916 werd de firma getroffen door een handelsembargo als gevolg van de Eerste Wereldoorlog; eerst mochten Britse onderdanen geen goederen meer leven of afnemen, vlak daarna mochten ook de Fransen er geen handel meer mee bedrijven. . Niet veel later volgden de Belgen. Dit betekende kennelijk de nekslag, want op 15 december 1916 werd te boedel openbaar verkocht. . 
Eind juni 1917 trok de Nederlandse krant De Standaard in het gebouw; komend vanaf de Warmoesstraat.. Ook deze gebruiker werd de dupe van een oorlog; ze werd tijdens de Tweede Wereldoorlog gesommeerd minder papier te gebruiken, tot slechts een half vel per uitgave. Bovendien werd de krant al te Duitsgezind gevonden, zeker met de opkomst van de illegale pers. Na de oorlog (mei 1945) mocht Trouw zich in het gebouw vestigen. De Standaard verdween vanaf 1945 uit beeld, al werd nog geprobeerd een doorstart te maken als weekblad. De Drukkerij De Standaard bleef wel en werd omgedoopt tot Drukkerij Holland, die in 1965 uit het gebouw trok.

## Gebouw
Het monumentenregister heeft van dit gebouw een uitgebreide omschrijving. Het geldt als voorbeeld van de overgangsarchitectuur met tekenen van rationalisme, een soort eclecticisme. Zij vermelden ook de kleine wijzigingen die de Duitse architect August Biebricher zou hebben doorgevoerd; aan hem is te denken dat hoog in de gevel vier beeldhouwwerken te vinden zijn in plaats van vazen. Het geheel is opgetrokken op een plattegrond in de vorm van een parallellogram (vanuit de gevel aan de NZ Voorburgwal steekt het gebouw scheef naar de Spuistraat). De natuurstenen plint draagt gevels opgetrokken in donker baksteen, soms in patijtsverband (koppenverband). De benedenetage wordt nog benadrukt door bronzen elementen in toegang en raamkozijnen. De eerste twee verdiepingen zijn verhoogd aangebracht, daarboven komt een natuurstenen lijst met daarin de tekst "De Standaard" (in de gevel aan de Spuistraat staat "Drukkerij Holland"). Er volgens nog twee etages, opnieuw geschieden door een natuurstenen lijst. Die natuurstenen lijst draagt de sokkels voor vier beelden, vier naakte mensen. Na een natuurstenen daklijst met koper volgt dan het schilddak (aan de NZ Voorburgwal).
Het gebouw werd op 11 december 2001 opgenomen in het nationale monumentenregister. Reden daartoe was niet alleen de architectonische waarde, maar ook het gebruik door de beginjaren heen (typologie). Ook de geschiedenis van de krant De Standaard werd meegenomen onder het kopje “historie van de dagbladpers”.
In 2024 is het een appartementencomplex.